# Gopasandra, Chintamani
Gopasandra là một làng thuộc tehsil Chintamani, huyện Kolar, bang Karnataka, Ấn Độ.